# Glasögontejst
Glasögontejst (Cepphus carbo) är en östasiatisk fågel i familjen alkor inom ordningen vadarfåglar.

## Kännetecken

### Utseende
Glasögontejsten liknar sina nära släktingar beringtejsten och tobisgrisslan och har liksom dem en lång och tunn, svart näbb samt lysande röda fötter. Den är dock med en kroppslängd på 38 cm större, överlag sotfärgat svartbrun, förutom vitt runt ögat och i en kil bakom samt runt näbbasen. I flykten är vingarna helsvarta, liksom den korta stjärten, varunder fötterna sticker ut.
Utanför häckningstid är ovansidan svartbrun, undersidan vit. Ansiktet är svartaktigt, gradvis övergående i den vita strupen. Det vita runt ögat är reducerat och huvudsidan är sotgrå, inte svart som pannan och hjässan.

### Läten
Glasögontejsten är en ljudlig art som nära kolonierna avger ljusa och rätt darrande visslingar: "pii pii".

## Utbredning och systematik
Glasögontejsten häckar utmed kuster och kring öar i östra Asien från Kamtjatka och Ochotska havet söderut till nordöstra Korea, Kurilerna och norra Japan (Hokkaido, norra Honshu). Vintertid är den havslevande och ses nära häckningskolonierna samt något söderut. Den behandlas som monotypisk, det vill säga att den inte delas in i några underarter.

## Levnadssätt
Glasögontejsten är uteslutande havslevande och förekommer utmed klippiga kuster. Den häckar i stenhögar precis ovanför vattenlinjen. Vintertid ses den i isfria områden, ibland i större vikar och hamnar.

### Häckning
Jämfört med andra alkor är dess häckningsbiologi relativt okänd. Den häckar antingen i enstaka par, i grupper om 10–20 par eller mer sällsynt i kolonier med 200–300 par. De flesta anländer förmodligen till häckningskolonin i april–maj och äggläggning inleds troligen i mitten av maj. Ungarna matas huvudsakligen med fisk.

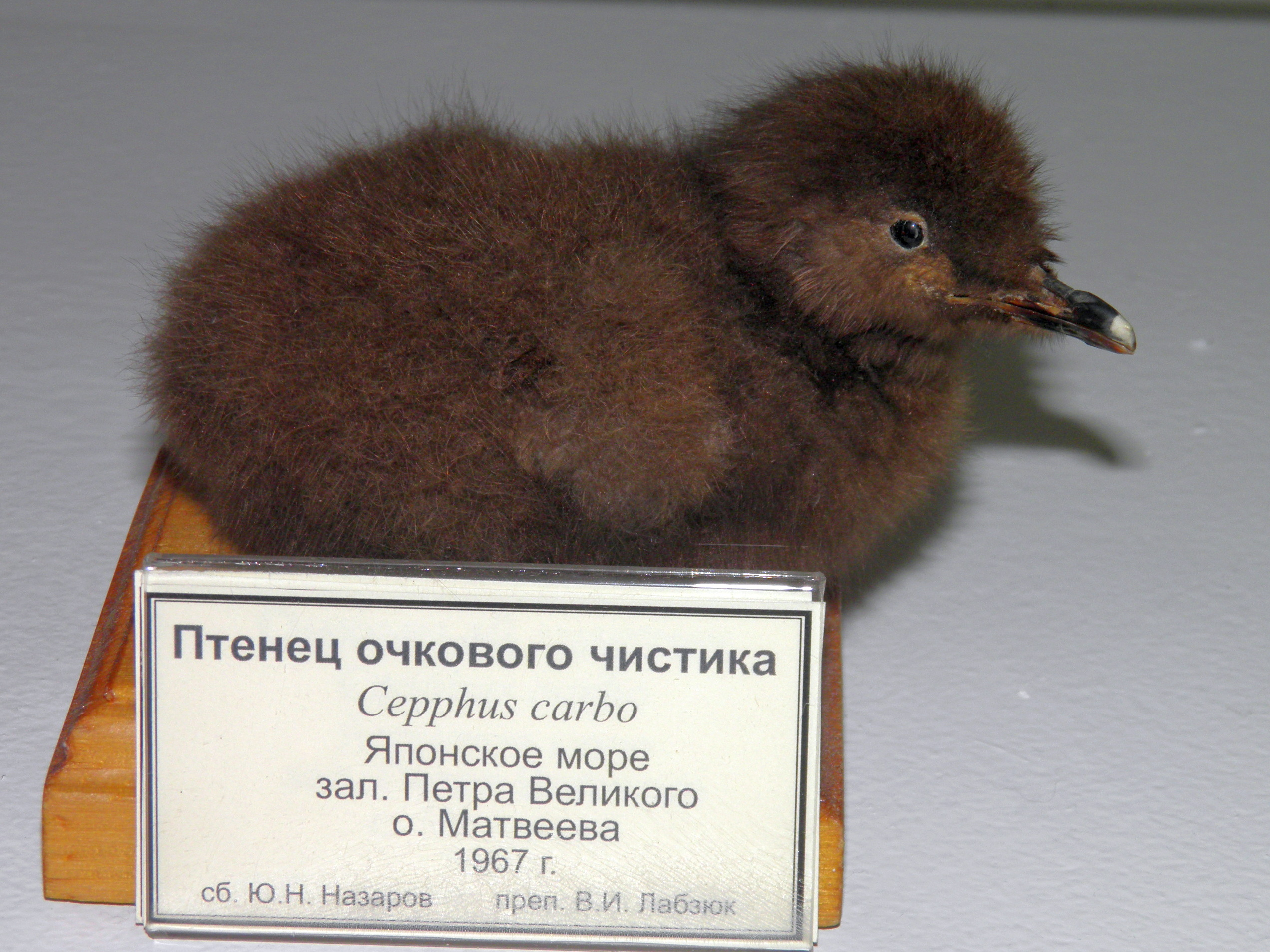
Uppstoppad unge glasögontejst.

## Status och hot
Arten har ett stort utbredningsområde och en stor population, men tros minska i antal, till följd av dels födobrist, dels predation från invasiva arter. Den minskar dock inte tillräckligt kraftigt för att den ska betraktas som hotad. Internationella naturvårdsunionen IUCN kategoriserar därför arten som livskraftig (LC). Världspopulationen uppskattas till 140 000–148 000 individer.